# Петергоф (мыза)
Пе́тергоф (нем. Peterhof), также мы́за Пе́этри (эст. Peetri mõis) — мыза на севере Эстонии в волости Сауэ уезда Харьюмаа, побочная мыза рыцарской мызы Фена (Вяэна). 
Согласно историческому административному делению, относилась к Кегельскому приходу.

## История мызы
Основана в XVIII веке. Никогда не имела представительских зданий и по сути была скотоводческой мызой. До наших дней не сохранилось никаких построек, напоминающих о мызе, и на сегодняшний день на её месте расположены жилые дома деревни Кийа.